# بمب‌گذاری‌های روز کریسمس ۲۰۱۳ عراق

در روز ۲۵ دسامبر ۲۰۱۳ سه بمب‌گذاری جداگانه در بغداد عراق به وقوع پیوست که مسیحیان را هدف قرار داده بود که منجر به کشته شدن ۳۸ تن و مجروح شدن ۷۰ تن شدند.

## واقعه
در روز چهارشنبه در دو انفجار در یک بازارچه محلی در یک منطقه مسیحی‌نشین بغداد ۱۱ تن را کشت ۲۲ تن را زخمی کرد و ساعاتی بعد نیز انفجار یک خودروی بمب‌گذاری شده در پارکینگ در نزدیکی کلیسای کاتولیک جان مقدس در محله دوره در جنوب بغداد باعث کشته‌شدن ۲۷ تن و زخمی‌شدن ۳۸ تن شد. این خودرو زمانی منفجر شد که مسیحیان پس از پایان عبادت از کلیسا بیرون می‌آمدند.